# إنجاب اصطناعي
إنجاب اصطناعي

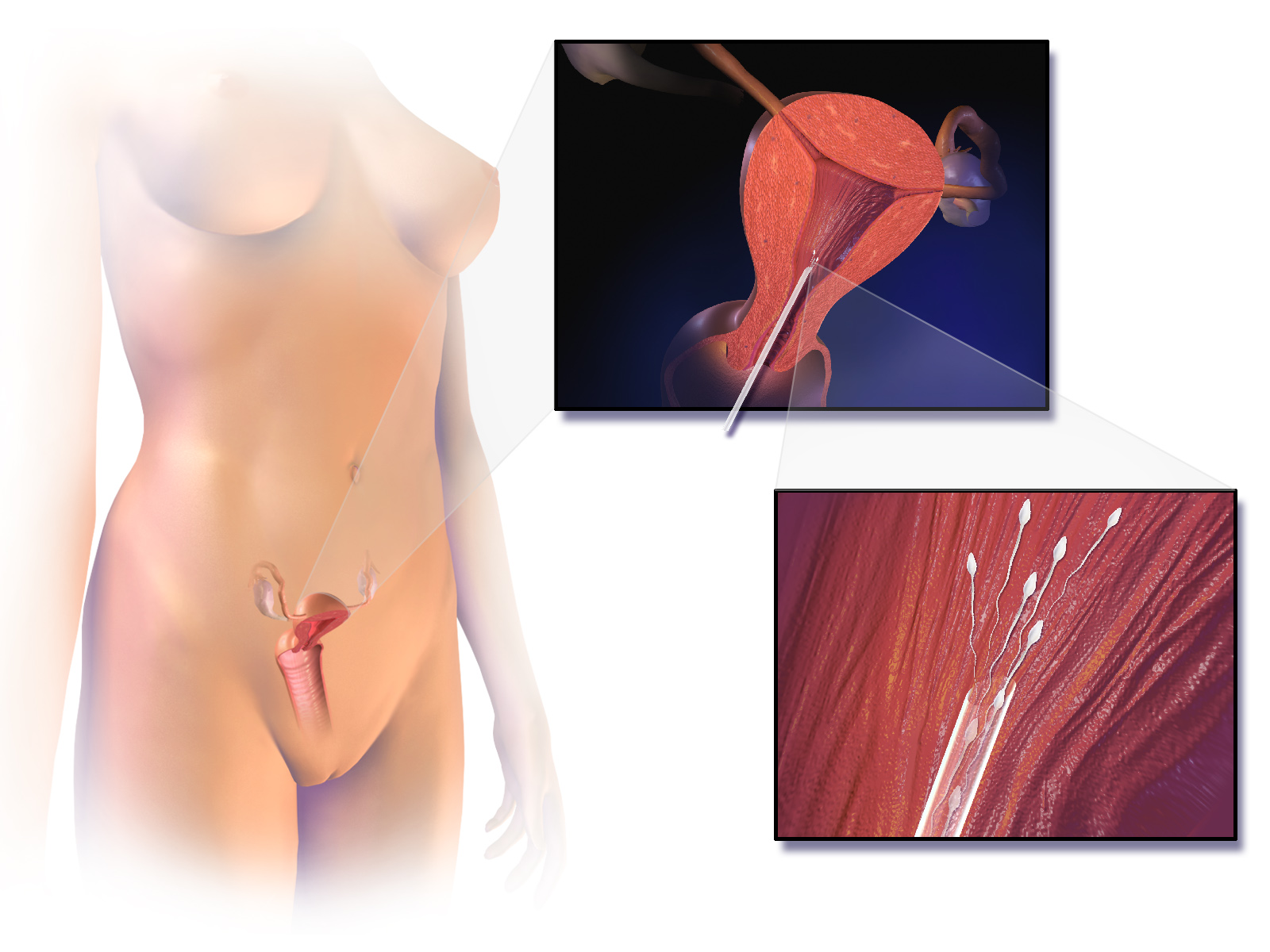

التكاثر الاصطناعي أو إنجاب اصطناعي (بالإنجليزية: Artificial reproduction)‏ هو تكوين حياة جديدة من غير الوسائل الطبيعية المتاحة للكائن الحي. ومن الأمثلة على ذلك التلقيح الاصطناعي، والإخصاب في الأنابيب، والاستنساخ، وتقسيم الجنينية، أو انشقاق.
قطع سيقان النباتات ووضعها في السماد هو أيضا شكل من أشكال التكاثر الصناعي.